# Igreja de São João Batista (Belém)
A Igreja de São João Batista, também chamada de Igreja de São Joãozinho é uma igreja colonial construida em 1622 por ordem do capitão-mor Bento Maciel Parente, situada na Praça do Líbano, ou Largo de São João, na cidade brasileira de Belém (estado do Pará). Reconstruída em estilo barroco em 1774 projetado pelo arquiteto italiano Antônio José Landi, com nave em formato octogonal irregular e uma cúpula central, é considerada uma arquitetura única, por ser a mais diferente. O edifício é tombado pelo Instituto do Patrimônio Histórico e Artístico Nacional (IPHAN). Na década de 1730 foi a primeira Catedral Episcopal  (Sé Episcopal) do Bispado do Pará.
Na igreja há pinturas de quadratura, técnica exclusiva da academia clementina, escola localizada em Bolonha, cidade natal de Landi. Havia três telas do artista Francisco Figueiredo, uma delas desapareceu. As telas ainda existentes representam a peregrinação e decaptação do santo. Outra peculiaridade marcante são as pinturas representando arquitetura de ilusão, semelhante a retábulos.

## História
O que originou a atual obra foi a construção primitiva de taipa coberta de palha, datada de 1622. A igreja serviu de prisão para o padre jesuíta Antônio Vieira, defensor da causa indígena durante uma revolta popular ocorrida em 1661. Em 1686 foi reconstruída em barro. Tornou-se em 1714 a Matriz da única paróquia de Belém. No ano de 1721 tornou-se Catedral durante 34 anos e Sede dos três primeiros Bispos do Pará. A edificação atual teve início no governo de Ataíde, pois havia uma necessidade de que esta igreja fosse erguida no bairro da Cidade Velha, devido a Catedral da Sé estava em construção e, portanto, fechada para atos litúrgicos, outro motivo para a construção desta igreja era a não existia de um local seguro para guardar o Santíssimo Sacramento. O projeto atual foi desenhado pelo arquiteto italiano Antônio José Landi. A construção se iniciou em 1772 e foi concluída em 24 de junho de 1777. Em 1899 houve a chegada de 6 frades agostinianos espanhóis, os quais serviram nessa igreja durante 60 anos. Mais tarde, em 1959 os padres diocesanos passaram a dirigir esta igreja.

### Restauração
O empreendimento foi realizado pela 2º Coordenação regional do IPHAN, sob a supervisão da arquiteta Elizabeth Soares, tendo em seu corpo técnico restauradores como João Velozo. O trabalho consumiu dez meses de serviços que englobaram a restauração não só das pinturas, mas da edificação em si. Ao longo dos anos, a igreja já apresentava uma série de danosas intervenções. Foram retirados, por exemplo, três retábulos com características neogóticas, depositados no interior do templo pela Ordem dos Agostinianos, que assumiram o comando da capela no período de 1899 a 1959. Esse acervo, depois de devidamente desmontado, foi enviado à Arquidiocese de Belém.
Para o restauro completo da igreja, inaugurada solenemente em novembro de 1996, foram gastos cerca de R$150 mil. Os recursos vieram do Programa Nacional de Apoio à Cultura (PRONAC), e da própria arquidiocese de Belém, a partir de doações recebidas pela prefeitura do local.

## Arquitetura e arte
Considerada uma jóia da arquitetura, a igreja atual tem uma fachada que segue as tendências do barroco classicizante, remetendo à formação acadêmica de seu autor, que estudou na Academia Clementina de Bolonha. A planta – resolvida como dois quadrados que se sobrepõem, sendo o maior o da nave, inscrita internamente na forma de octógono irregular, e o menor o da capela-mor, ladeada por anexos – é a mais distintiva característica desse projeto oitocentista. A cúpula, um dos poucos exemplares na arquitetura local, segue a forma octogonal da nave e tem janelas rasgadas em quatro de seus panos. Dois altares se instalam nos panos mais largos da nave. Neles, assim como na parede de fundo do altar-mor, está a maior atração dessa pequena construção religiosa: as pinturas em trompe loeil ou pinturas de ilusão, feitas por Landi no século XVIII.
Dissimuladas por décadas, as pinturas foram localizadas em prospecção feita em 1987 e recuperadas em 1996, devolvendo os tons de rosa e verde que imitam as tonalidades de mármore. Nos desenhos, aparecem motivos característicos de Landi, denunciadores de sua ligação com a família Bibiena, cenógrafos reconhecidos no panorama europeu oitocentista. Guirlandas e vasos de flores, volutas invertidas se aliam a um resplendor com a simbologia do Espírito Santo, motivo encontrado em outros projetos do arquiteto. Nichos, balaustradas e janelas foram cuidadosamente compostos para acentuar a ilusão de profundidade e aberturas inexistentes. A iluminação natural foi calculada para acentuar os efeitos cenográficos dessa pintura ilusionista. No altar-mor e altares laterais preservaram-se duas molduras que enquadrariam pinturas em tela, ambas alusivas à vida de São João. Uma terceira tela, perdida, também seguiria a mesma temática. As pinturas foram executadas em Lisboa, em 1774, pelo pintor português Francisco de Figueiredo.